# Tamiras
Tamiras (în limba greacă Θάμυρις) este în mitologia greacă un vestit cântăreț trac, fiul lui Philammon și al nimfei Agriope. Tamiras s-a crezut un cântăreț mai măiastru decât muzele și s-a luat la întrecere cu ele. Acestea l-au învins însă, i-au luat vederea și i-au sfărâmat lira. În felul acesta, muzele l-au lipsit și de darul artei poetice, cu care zeii îl înzestraseră.
Sursele legendei sunt:
- Homer: Iliada, cântul al II-lea, versurile 594-600. Aici este pomenită întrecerea cântărețului cu muzele și pedeapsa lui.
- Pseudo-Euripide: Rhesus v. 915-925[1].
- Platon: Republica, 620a. Orfeu și Tamiras sunt numiți aici ca victime ale femeilor. Fiind misogin, Orfeu s-a reîncarnat în trupul unei lebede, pentru a nu fi zămislit de o femeie. Sufletul lui Tamiras și-a ales o privighetoare. În Ion, 533b-533c, cântărețul este enumerat printre cei mai celebri rapsozi.
- Diodorus Siculus: Istorii 3,67. Aici este menționat Linus, care i-a instruit pe Heracles, Tamiras și Orfeu în arta cântului.
- Plinius: Naturalis historia 7,207. După Plinius cel Bătrân, cântărețul a inventat stilul doric în muzică și a fost primul care a interpretat melodii la chitară fără acompaniament vocal.
- Plutarh (atribuit): eseul Despre muzică, 1132a-b. Aici se face aluzie la Titanomahia, un epos atribuit cântărețului trac orb Tamiras.
- Pausanias: Descrierea Eladei (IV, 33, 3 ; IV, 33, 7 ; X, 28, 2; X, 30, 8-9).
- Zenobiu: Proverbe (IV, 27).
- Mythographus Vaticanus I, 197.

Nefericitul muritor a fost uneori, asemeni compatriotului său, mai celebrul erou Orfeu, considerat drept inițiatorul pederastiei. Izvoarele mai târzii care se referă la acest rol sunt:
- Apolodor din Atena: Biblioteca 1, 3,3. Aici, cântărețul este descris ca fiind deosebit de chipeș.
- Eustațiu din Salonic: Scholium  la Iliada, 298, 40.

Aceste surse menționează cererea încrezutului Tamiras de a avea relații sexuale cu muzele (Apolodor), respectiv de a se căsători cu una dintre ele (Eustațiu). Totuși, cântărețul a fost îndrăgostit de tânărul Hiacint, fiul muzei Clio și iubitul lui Apollo, fiind după spusele lui Apolodor primul care a practicat amorul socratic.